# 1701 en santé et médecine
| Années de la santé et de la médecine : 1698 - 1699 - 1700 - 1701 - 1702 - 1703 - 1704    |
| Décennies de la santé et de la médecine : 1670 - 1680 - 1690 - 1700 - 1710 - 1720 - 1730 |

Cet article présente les faits marquants de l'année 1701 en santé et médecine.

## Événements
Allemagne
- Herman Boerhaave entre à l'Institut de médecine de Leyde, comme successeur de Charles Drelincourt à la chaire de théorie médicale. Dans son discours inaugural, De commendando Hippocratis studio, il affirme prendre le médecin grec comme modèle et développer l'enseignement de la médecine clinique[1].

Espagne
- La fièvre jaune est connue en Europe depuis les épidémies historiques de Cadix en 1701[2].

France
- 9 juin : Philippe d'Orléans meurt à 60 ans d'une hémorragie cérébrale[3].
- Guy Crescent Fagon, premier médecin du roi de 1693 à la mort de Louis XIV, subit lui-même une lithotomie[4].

Grèce
- Le médecin grec Jacopo Pilarino (it) inocule  la variole à des enfants de Constantinople, en espérant prévenir des formes plus sérieuses de cette maladie lorsque les enfants auront grandi. Cependant « les historiens ont des divergences au sujet du véritable succès de ce projet »[1],[5].

Italie
- Jean-Baptiste Morgagni est reçu docteur en médecine à Bologne[6].

## Naissance
- 27 juin : Paul-Jacques Malouin, médecin et chimiste français (mort en 1778)[7],[8],[Note 1].